# Riana
Riana es el decimotercer álbum del grupo musical congoleño Choc Stars, lanzado en 1986. Esta obra es importante en la historia de Choc Stars y permitirá a la orquesta alcanzar su mejor nivel gracias al éxito Riana de Ben Nyamabo y el famoso baile Swelema marca el cambio artístico de la orquesta que ahora busca la armonía vocal acercándola a OK Jazz (gracias al trío Defao, Carlyto y Debaba), mientras produce bailes que compiten con los de Zaïko Langa-Langa.

## Historia
La canción Riana (una canción de amor como muchas creaciones zaireñas de la época) es otra versión de una composición de Ben Nyamabo grabada en 1980 con algunos miembros de Zaïko Langa-Langa, bajo el nombre de "Je t'adore Kapia". La canción pasó bastante desapercibida en ese momento y no le permitió unirse oficialmente a esta orquesta.
6 años después, cuando Bozi Boziana, la voz de Choc Stars entre 1983 y 1985, fundó su grupo, Anti-Choc, Ben Nyamabo tuvo la idea de volver a trabajar esta canción y ofrecerla en un set a Carlyto Lassa para la voz principal, rodeada por Defao y Debaba. Al igual que las otras tres canciones de esta obra, incluye tres secciones: la canción de rumba, el coro y luego el sebene (parte de baile dominada por la guitarra solista y las animaciones de Ditutala).
La canción Riana, éxito de 1986 en Zaire, convirtió a Ben Nyamabo en el autor de ese mismo año. Se volverá a cambiar dos veces, en 1987 con un coro de Mwen Malad'aw de Kassav y luego en el popurrí ''Carnaval Choc Stars'' en 1988.

## Tracklisting
1. Mbuma-Elengi (Djuna Djanana)
2. Elie-Zola (Petit Prince - Zolandonga)
3. Jardin de mon cœur (Roxy Tshimpaka)
4. Riana (Ben Nyamabo)

## Músicos
- Canto :
  - Ben Nyamabo Mutombo
  - Carlyto Lassa
  - Defao Matumona
  - Debaba Mbaki
  - Petit-Prince Zolandonga
  - Djuna Djanana
- Guitarras :
  - Roxy Tshimpaka (solo)
  - Carrol Makamba (mi-solo)
  - Teddy Lokas (rítmica)
  - Djo Mali Bolenge (bajo)
- Batería : 
  - Otis Edjudju

- Datos: Q85209326